# Ontario Reign (ECHL)
Gli Ontario Reign sono stati una squadra di hockey su ghiaccio dell'ECHL con sede nella città di Ontario nello stato della California. Nati nel 2008 e sciolti nel 2015 nel corso delle stagioni sono stati affiliati ai Manchester Monarchs e ai St. John's IceCaps.

## Storia
Gli Ontario Reign furono presentati il 17 marzo 2008 per poi esordire a partire dalla stagione 2008-2009. Nella loro prima stagione chiusero con il record di 38-29-4-2, vincendo la loro prima Pacific Division. Si qualificarono ai playoff, venendo eliminati al primo turno dai Stockton Thunder per 4-3. Nella stagione successiva finirono con 31-31-3-7 non raggiungendo i playoff.
Nella 2010-2011 chiusero con 27-39-2-4 perdendo di fila i loro primi 15 incontri in casa e soprattutto per l'intera stagione i Reign subirono numerosi infortuni. Il 24 agosto 2011 venne assunto come nuovo capo allenatore Jason Christie. La stagione si concluse con 43-21-5-3 vincendo così la loro seconda volta la Pacific Division. Vennero eliminati al primo turno di playoff dagli Idaho Steelheads per 3-2.
Nel 2012-2013 vinsero per la loro terza volta la Division con 46-19-3-4, venendo eliminati al secondo turno di nuovo dagli Idaho per 4-2. A partire dal 2013 i Reign furono affiliati anche ai St. John's IceCaps. Nel 2015 fu annunciato il trasferimento della franchigia a Manchester nel New Hampshire cambiando il proprio nome in Manchester Monarchs, mentre i Monarchs della American Hockey League si sarebbero trasferiti proprio a Ontario con il nome di Reign.

### Affiliazioni
Nel corso della loro storia gli Ontario Reign sono stati affiliati alle seguenti franchigie della American Hockey League:
- Manchester Monarchs: (2008-2015)
- St. John's IceCaps: (2013-2015)

## Record stagione per stagione
| Stagione      | Division | Gare | V  | S  | OTL | SOL | Punti | GF  | GS  | Piazzamento | Play-off                                                                             |
| ------------- | -------- | ---- | -- | -- | --- | --- | ----- | --- | --- | ----------- | ------------------------------------------------------------------------------------ |
| Ontario Reign |          |      |    |    |     |     |       |     |     |             |                                                                                      |
| 2008-09       | Pacific  | 73   | 38 | 29 | 4   | 2   | 82    | 197 | 218 | 1°          | perde 1º turno (Stockton) 3-4                                                        |
| 2009-10       | Pacific  | 72   | 31 | 31 | 3   | 7   | 72    | 214 | 229 | 4°          |                                                                                      |
| 2010-11       | Pacific  | 72   | 27 | 39 | 2   | 4   | 60    | 195 | 269 | 4°          |                                                                                      |
| 2011-12       | Pacific  | 72   | 43 | 21 | 5   | 3   | 94    | 242 | 193 | 1°          | perde 1º turno (Idaho) 2-3                                                           |
| 2012-13       | Pacific  | 72   | 46 | 19 | 3   | 4   | 99    | 246 | 192 | 1°          | vince 1º turno (Utah) 4-0 perde 2º turno (Idaho) 2-4                                 |
| 2013-14       | Pacific  | 71   | 44 | 20 | 3   | 4   | 95    | 215 | 191 | 1°          | perde 1º turno (Stockton) 0-4                                                        |
| 2014-15       | Pacific  | 72   | 43 | 19 | 4   | 6   | 59    | 239 | 184 | 2°          | vince 1º turno (Colorado) 4-3 vince 2º turno (Utah) 4-1 perde semifinali (Allen) 3-4 |

## Record della franchigia

### Singola stagione
Gol: 36  Colton Yellow Horn (2012-13)
Assist: 41  Kyle Kraemer (2012-13)
Punti: 71  Kyle Kraemer (2012-13)
Minuti di penalità: 218  Derek Couture (2012-13)

### Carriera
Gol: 86  Derek Couture
Assist: 105  Kyle Kraemer
Punti: 188  Kyle Kraemer
Minuti di penalità: 610  Derek Couture
Partite giocate: 222  Everett Sheen